# Alexander C. Hirtz
Alexander Christian Hirtz (Quito, Ecuador, 1951-2 de julio de 2024) fue un ingeniero en minas, botánico orquideólogo y arqueólogo aficionado, ecuatoriano.
Con base en Ecuador sistemáticamente ha recolectado flora regional, fotografiando y enunciando sus características. Así, por ej. el afamado Carlyle August Luer (1922) ha considerado justo incluirlo en el nombramiento de varias especies donde trabajó Luer.

## Algunas publicaciones
- Luer, CA; AC Hirtz. 1990. Neue Arten der Gattung Lepanthes aus Ecuador: Lepanthes reventador und profusa. Die Orchidee. Hamburg-Othmarschen & Hamburg 41(1): 8-12 Art. en línea pdf (enlace roto disponible en Internet Archive; véase el historial, la primera versión y la última).

## Honores

### Eponimia
- Andinia hirtzii,Luer (2005), nombrado así en su honor
- Barbosella hirtzii,Luer (1994), nombrado así en su honor
- Benzingia hirtzii,Dodson (2010), nombrado así en su honor
- Bollea hirtzii,Waldvogel (1982), nombrado así en su honor
- Brachionidium hirtzii,Luer (1986), nombrado así en su honor
- Brasolia hirtzii,Barnow, Dudek & Szlach.(2017), nombrado así en su honor
- Campylocentrum hirtzii,Dodson (1989), nombrado así en su honor
- Chaubardiella hirtzii,Dodson (1989), nombrado así en su honor
- Chondrorhyncha hirtzii,Dodson (1989), nombrado así en su honor
- Comparetia hirtzii,(Dodson) M.W.Chase 6 N.H. Williams (2008), nombrado así en su honor
- Crossoglossa hirtzii,Dodson (1993), nombrado así en su honor
- Cryptocentrum hirtzii,Dodson (1993), nombrado así en su honor
- Cyclopogon hirtzii,Dodson (1993), nombrado así en su honor
- Cyrtochilum hirtzii,Dalström (2010), nombrado así en su honor
- Dichaea hirtzii,Dodson (1993), nombrado así en su honor
- Dracula hirtzii,Luer (1979), nombrado así en su honor
- Dryadella hirtzii,Luer (1980), nombrado así en su honor
- Elleanthus hirtzii,Dodson (1994), nombrado así en su honor
- Epibator hirtzii,(Luer) Luer (2004), nombrado así en su honor
- Epidendrum alexii, Hágsater & dodson (1993), nombrado así en su honor
- Rodrigoa alexandri nombrado así en su honor
- Masdevallia alexandri nombrado así en su honor
- Stelis hirtzii nombrado así en su honor